# Andreas Mölzer
Andreas Mölzer, né le 2 décembre 1952, est un homme politique autrichien.

## Biographie
Membre du FPÖ, il est élu député européen en 2004 et 2009. Au Parlement européen, il ne fait partie d'aucun groupe, comme la plupart des parlementaires d'extrême-droite. Il est membre de la commission des affaires étrangères.
Initialement candidat au Parlement européen en 2014, il se retire à la suite d'une polémique sur le fait qu'il ait qualifié l'Union européenne de « conglomérat de Nègres » au cours d'une réunion.
Réputé être l’un des principaux idéologues du FPÖ, certaines de ses prises de position sont cependant controversées au sein de sa formation, notamment sa sympathie pour les Talibans.
Il est chroniqueur pour le tabloïd Kronen Zeitung.

## Ouvrage
- Baland Lionel, Jörg Haider le phénix. Histoire de la famille politique libérale et nationale en Autriche, Éditions des Cimes, collection « Politica », Paris, 2012  (ISBN 979-10-91058-02-5)